# Tour de California femenino 2018
La 4.ª edición del Tour de California femenino (oficialmente: Amgen Tour of California Women's Race empowered with SRAM) se celebró en Estados Unidos entre el 17 y el 19 de mayo de 2018 e inició en la ciudad de Elk Grove y finalizó con un circuito urbano en la ciudad de Sacramento en el estado de California. El recorrido consistió de un total de 3 etapas sobre una distancia total de 301,5 km.
La carrera hizo parte del UCI WorldTour Femenino 2018 como competencia de categoría 2.WWT del calendario ciclístico de máximo nivel mundial siendo la decimoprimera carrera de dicho circuito y fue ganada por la ciclista estadounidense Katie Hall del equipo Unitedhealthcare Pro Cycling. El podio lo completaron la también estadounidense Tayler Wiles del equipo Trek-Drops y la ciclista polaca Katarzyna Niewiadoma del equipo Canyon Sram Racing.

## Equipos participantes
Tomaron parte en la carrera un total de 15 equipos invitados por la organización de los cuales 13 correspondieron a equipos de categoría UCI Team Femenino y 2 selecciones nacionales.
| Equipos femeninos (13)- Astana Women's - Bepink - Canyon-SRAM Racing - Hagens Berman-Supermint - Team Illuminate - Rally - Sho-Air Twenty20 - Sunweb - Swapit Agolico - Tibco-Silicon Valley Bank - Trek-Drops - Unitedhealthcare Pro Cycling Team - Wiggle High5 Equipos nacionales (2)- Estados Unidos - México |
| |

## Recorrido
| Etapa     | Fecha     | Recorrido                           | type             | Distancia (km) | Ganador        | Líder        |
| --------- | --------- | ----------------------------------- | ---------------- | -------------- | -------------- | ------------ |
| 1.ª etapa | 17 de may | Elk Grove – Elk Grove               | etapa llana      | 123,5          | Kendall Ryan   | Kendall Ryan |
| 2.ª etapa | 18 de may | South Lake Tahoe – South Lake Tahoe | etapa de montaña | 108            | Katie Hall     | Katie Hall   |
| 3.ª etapa | 19 de may | Sacramento – Sacramento             | etapa llana      | 70             | Arlenis Sierra | Katie Hall   |

## Desarrollo de la carrera

### 1.ª etapa
| Elk Grove - Elk Grove | etapa llana | (123,5 km) |

| \| Clasificación de la etapa \| Clasificación de la etapa \| Clasificación de la etapa \| Clasificación de la etapa \| Clasificación de la etapa \| \| Ciclista \| Ciclista \| Equipo \| Tiempo \| \| \| ------------------------- \| ------------------------- \| ----------------------------- \| ------------------------- \| ------------------------- \| \| 1.ª \| Kendall Ryan \| Tibco-Silicon Valley Bank \| 3 h 07 min 08 s \| \| \| 2.ª \| Emma White \| Rally Cycling \| + 0 s \| \| \| 3.ª \| Annette Edmondson \| Wiggle High5 \| + 0 s \| \| \| 4.ª \| Alexis Ryan \| Canyon-SRAM Racing \| + 0 s \| \| \| 5.ª \| Coryn Rivera \| Sunweb \| + 0 s \| \| \| 6.ª \| Jennifer Valente \| Sho-Air Twenty20 \| + 0 s \| \| \| 7.ª \| Maria Vittoria Sperotto \| Bepink \| + 0 s \| \| \| 8.ª \| Lily Williams \| Hagens Berman-Supermint \| + 0 s \| \| \| 9.ª \| Lauretta Hanson \| UnitedHealthcare Women's Team \| + 0 s \| \| \| 10.ª \| Skylar Schneider \| Estados Unidos \| + 0 s \| \| |                         |                               |                 |
| |                         |                               |                 |
| Fuente: ProCyclingStats |                         |                               |                 |
| Clasificación de la etapa |                         |                               |                 |
| Ciclista | Ciclista                | Equipo                        | Tiempo          |
| 1.ª | Kendall Ryan            | Tibco-Silicon Valley Bank     | 3 h 07 min 08 s |
| 2.ª | Emma White              | Rally Cycling                 | + 0 s           |
| 3.ª | Annette Edmondson       | Wiggle High5                  | + 0 s           |
| 4.ª | Alexis Ryan             | Canyon-SRAM Racing            | + 0 s           |
| 5.ª | Coryn Rivera            | Sunweb                        | + 0 s           |
| 6.ª | Jennifer Valente        | Sho-Air Twenty20              | + 0 s           |
| 7.ª | Maria Vittoria Sperotto | Bepink                        | + 0 s           |
| 8.ª | Lily Williams           | Hagens Berman-Supermint       | + 0 s           |
| 9.ª | Lauretta Hanson         | UnitedHealthcare Women's Team | + 0 s           |
| 10.ª | Skylar Schneider        | Estados Unidos                | + 0 s           |

| \| Clasificación general \| Clasificación general \| Clasificación general \| Clasificación general \| Clasificación general \| \| Ciclista \| Ciclista \| Equipo \| Tiempo \| \| \| --------------------- \| ----------------------- \| ----------------------------- \| --------------------- \| --------------------- \| \| 1.ª \| Kendall Ryan \| Tibco-Silicon Valley Bank \| 3 h 06 min 58 s \| \| \| 2.ª \| Emma White \| Rally Cycling \| + 4 s \| \| \| 3.ª \| Annette Edmondson \| Wiggle High5 \| + 6 s \| \| \| 4.ª \| Alexis Ryan \| Canyon-SRAM Racing \| + 10 s \| \| \| 5.ª \| Coryn Rivera \| Sunweb \| + 10 s \| \| \| 6.ª \| Jennifer Valente \| Sho-Air Twenty20 \| + 10 s \| \| \| 7.ª \| Maria Vittoria Sperotto \| Bepink \| + 10 s \| \| \| 8.ª \| Lily Williams \| Hagens Berman-Supermint \| + 10 s \| \| \| 9.ª \| Lauretta Hanson \| UnitedHealthcare Women's Team \| + 10 s \| \| \| 10.ª \| Skylar Schneider \| Estados Unidos \| + 10 s \| \| |                         |                               |                 |
| |                         |                               |                 |
| Fuente: ProCyclingStats |                         |                               |                 |
| Clasificación general |                         |                               |                 |
| Ciclista | Ciclista                | Equipo                        | Tiempo          |
| 1.ª | Kendall Ryan            | Tibco-Silicon Valley Bank     | 3 h 06 min 58 s |
| 2.ª | Emma White              | Rally Cycling                 | + 4 s           |
| 3.ª | Annette Edmondson       | Wiggle High5                  | + 6 s           |
| 4.ª | Alexis Ryan             | Canyon-SRAM Racing            | + 10 s          |
| 5.ª | Coryn Rivera            | Sunweb                        | + 10 s          |
| 6.ª | Jennifer Valente        | Sho-Air Twenty20              | + 10 s          |
| 7.ª | Maria Vittoria Sperotto | Bepink                        | + 10 s          |
| 8.ª | Lily Williams           | Hagens Berman-Supermint       | + 10 s          |
| 9.ª | Lauretta Hanson         | UnitedHealthcare Women's Team | + 10 s          |
| 10.ª | Skylar Schneider        | Estados Unidos                | + 10 s          |

### 2.ª etapa
| South Lake Tahoe - South Lake Tahoe | etapa de montaña | (108 km) |

| \| Clasificación de la etapa \| Clasificación de la etapa \| Clasificación de la etapa \| Clasificación de la etapa \| Clasificación de la etapa \| \| Ciclista \| Ciclista \| Equipo \| Tiempo \| \| \| ------------------------- \| ---------------------------- \| ----------------------------- \| ------------------------- \| ------------------------- \| \| 1.ª \| Katie Hall \| UnitedHealthcare Women's Team \| 3 h 06 min 41 s \| \| \| 2.ª \| Tayler Wiles \| Trek-Drops \| + 25 s \| \| \| 3.ª \| Katarzyna Niewiadoma \| Canyon-SRAM Racing \| + 1 min 01 s \| \| \| 4.ª \| Erica Magnaldi \| Bepink \| + 1 min 02 s \| \| \| 5.ª \| Brodie Chapman \| Tibco-Silicon Valley Bank \| + 1 min 06 s \| \| \| 6.ª \| Carolina Rodríguez Gutiérrez \| Astana Women's Team \| + 1 min 10 s \| \| \| 7.ª \| Sara Poidevin \| Rally Cycling \| + 1 min 33 s \| \| \| 8.ª \| Leah Thomas \| UnitedHealthcare Women's Team \| + 2 min 14 s \| \| \| 9.ª \| Juliette Labous \| Sunweb \| + 2 min 18 s \| \| \| 10.ª \| Marcela Prieto \| Swapit Agolico \| + 2 min 21 s \| \| |                              |                               |                 |
| |                              |                               |                 |
| Fuente: ProCyclingStats |                              |                               |                 |
| Clasificación de la etapa |                              |                               |                 |
| Ciclista | Ciclista                     | Equipo                        | Tiempo          |
| 1.ª | Katie Hall                   | UnitedHealthcare Women's Team | 3 h 06 min 41 s |
| 2.ª | Tayler Wiles                 | Trek-Drops                    | + 25 s          |
| 3.ª | Katarzyna Niewiadoma         | Canyon-SRAM Racing            | + 1 min 01 s    |
| 4.ª | Erica Magnaldi               | Bepink                        | + 1 min 02 s    |
| 5.ª | Brodie Chapman               | Tibco-Silicon Valley Bank     | + 1 min 06 s    |
| 6.ª | Carolina Rodríguez Gutiérrez | Astana Women's Team           | + 1 min 10 s    |
| 7.ª | Sara Poidevin                | Rally Cycling                 | + 1 min 33 s    |
| 8.ª | Leah Thomas                  | UnitedHealthcare Women's Team | + 2 min 14 s    |
| 9.ª | Juliette Labous              | Sunweb                        | + 2 min 18 s    |
| 10.ª | Marcela Prieto               | Swapit Agolico                | + 2 min 21 s    |

| \| Clasificación general \| Clasificación general \| Clasificación general \| Clasificación general \| Clasificación general \| \| Ciclista \| Ciclista \| Equipo \| Tiempo \| \| \| --------------------- \| ---------------------------- \| ----------------------------- \| --------------------- \| --------------------- \| \| 1.ª \| Katie Hall \| UnitedHealthcare Women's Team \| 6 h 13 min 39 s \| \| \| 2.ª \| Tayler Wiles \| Trek-Drops \| + 29 s \| \| \| 3.ª \| Katarzyna Niewiadoma \| Canyon-SRAM Racing \| + 1 min 07 s \| \| \| 4.ª \| Erica Magnaldi \| Bepink \| + 1 min 12 s \| \| \| 5.ª \| Brodie Chapman \| Tibco-Silicon Valley Bank \| + 1 min 16 s \| \| \| 6.ª \| Carolina Rodríguez Gutiérrez \| Astana Women's Team \| + 1 min 20 s \| \| \| 7.ª \| Sara Poidevin \| Rally Cycling \| + 1 min 43 s \| \| \| 8.ª \| Leah Thomas \| UnitedHealthcare Women's Team \| + 2 min 24 s \| \| \| 9.ª \| Juliette Labous \| Sunweb \| + 2 min 28 s \| \| \| 10.ª \| Marcela Prieto \| Swapit Agolico \| + 2 min 31 s \| \| |                              |                               |                 |
| |                              |                               |                 |
| Fuente: ProCyclingStats |                              |                               |                 |
| Clasificación general |                              |                               |                 |
| Ciclista | Ciclista                     | Equipo                        | Tiempo          |
| 1.ª | Katie Hall                   | UnitedHealthcare Women's Team | 6 h 13 min 39 s |
| 2.ª | Tayler Wiles                 | Trek-Drops                    | + 29 s          |
| 3.ª | Katarzyna Niewiadoma         | Canyon-SRAM Racing            | + 1 min 07 s    |
| 4.ª | Erica Magnaldi               | Bepink                        | + 1 min 12 s    |
| 5.ª | Brodie Chapman               | Tibco-Silicon Valley Bank     | + 1 min 16 s    |
| 6.ª | Carolina Rodríguez Gutiérrez | Astana Women's Team           | + 1 min 20 s    |
| 7.ª | Sara Poidevin                | Rally Cycling                 | + 1 min 43 s    |
| 8.ª | Leah Thomas                  | UnitedHealthcare Women's Team | + 2 min 24 s    |
| 9.ª | Juliette Labous              | Sunweb                        | + 2 min 28 s    |
| 10.ª | Marcela Prieto               | Swapit Agolico                | + 2 min 31 s    |

### 3.ª etapa
| Sacramento - Sacramento | etapa llana | (70 km) |

| \| Clasificación de la etapa \| Clasificación de la etapa \| Clasificación de la etapa \| Clasificación de la etapa \| Clasificación de la etapa \| \| Ciclista \| Ciclista \| Equipo \| Tiempo \| \| \| ------------------------- \| ------------------------- \| ----------------------------- \| ------------------------- \| ------------------------- \| \| 1.ª \| Arlenis Sierra \| Astana Women's Team \| 1 h 37 min 32 s \| \| \| 2.ª \| Alexis Ryan \| Canyon-SRAM Racing \| + 0 s \| \| \| 3.ª \| Emma White \| Rally Cycling \| + 0 s \| \| \| 4.ª \| Coryn Rivera \| Sunweb \| + 0 s \| \| \| 5.ª \| Annette Edmondson \| Wiggle High5 \| + 0 s \| \| \| 6.ª \| Skylar Schneider \| Boels Dolmans \| + 0 s \| \| \| 7.ª \| Jennifer Valente \| Sho-Air Twenty20 \| + 0 s \| \| \| 8.ª \| Macey Stewart \| Wiggle High5 \| + 0 s \| \| \| 9.ª \| Sara Bergen \| Rally Cycling \| + 0 s \| \| \| 10.ª \| Lauretta Hanson \| UnitedHealthcare Women's Team \| + 0 s \| \| |                   |                               |                 |
| |                   |                               |                 |
| Fuente: ProCyclingStats |                   |                               |                 |
| Clasificación de la etapa |                   |                               |                 |
| Ciclista | Ciclista          | Equipo                        | Tiempo          |
| 1.ª | Arlenis Sierra    | Astana Women's Team           | 1 h 37 min 32 s |
| 2.ª | Alexis Ryan       | Canyon-SRAM Racing            | + 0 s           |
| 3.ª | Emma White        | Rally Cycling                 | + 0 s           |
| 4.ª | Coryn Rivera      | Sunweb                        | + 0 s           |
| 5.ª | Annette Edmondson | Wiggle High5                  | + 0 s           |
| 6.ª | Skylar Schneider  | Boels Dolmans                 | + 0 s           |
| 7.ª | Jennifer Valente  | Sho-Air Twenty20              | + 0 s           |
| 8.ª | Macey Stewart     | Wiggle High5                  | + 0 s           |
| 9.ª | Sara Bergen       | Rally Cycling                 | + 0 s           |
| 10.ª | Lauretta Hanson   | UnitedHealthcare Women's Team | + 0 s           |

## Clasificaciones finales
Las clasificaciones finalizaron de la siguiente forma:

### Clasificación general
| \| Clasificación general \| Clasificación general \| Clasificación general \| Clasificación general \| Clasificación general \| \| Ciclista \| Ciclista \| Equipo \| Tiempo \| \| \| --------------------- \| ---------------------------- \| ----------------------------- \| --------------------- \| --------------------- \| \| 1.ª \| Katie Hall \| UnitedHealthcare Women's Team \| 7 h 51 min 11 s \| \| \| 2.ª \| Tayler Wiles \| Trek-Drops \| + 29 s \| \| \| 3.ª \| Katarzyna Niewiadoma \| Canyon-SRAM Racing \| + 1 min 07 s \| \| \| 4.ª \| Erica Magnaldi \| Bepink \| + 1 min 12 s \| \| \| 5.ª \| Brodie Chapman \| Tibco-Silicon Valley Bank \| + 1 min 16 s \| \| \| 6.ª \| Carolina Rodríguez Gutiérrez \| Astana Women's Team \| + 1 min 20 s \| \| \| 7.ª \| Sara Poidevin \| Rally Cycling \| + 1 min 43 s \| \| \| 8.ª \| Leah Thomas \| UnitedHealthcare Women's Team \| + 2 min 24 s \| \| \| 9.ª \| Juliette Labous \| Sunweb \| + 2 min 28 s \| \| \| 10.ª \| Marcela Prieto \| Swapit Agolico \| + 2 min 31 s \| \| |                              |                               |                 |
| |                              |                               |                 |
| Fuente: ProCyclingStats |                              |                               |                 |
| Clasificación general |                              |                               |                 |
| Ciclista | Ciclista                     | Equipo                        | Tiempo          |
| 1.ª | Katie Hall                   | UnitedHealthcare Women's Team | 7 h 51 min 11 s |
| 2.ª | Tayler Wiles                 | Trek-Drops                    | + 29 s          |
| 3.ª | Katarzyna Niewiadoma         | Canyon-SRAM Racing            | + 1 min 07 s    |
| 4.ª | Erica Magnaldi               | Bepink                        | + 1 min 12 s    |
| 5.ª | Brodie Chapman               | Tibco-Silicon Valley Bank     | + 1 min 16 s    |
| 6.ª | Carolina Rodríguez Gutiérrez | Astana Women's Team           | + 1 min 20 s    |
| 7.ª | Sara Poidevin                | Rally Cycling                 | + 1 min 43 s    |
| 8.ª | Leah Thomas                  | UnitedHealthcare Women's Team | + 2 min 24 s    |
| 9.ª | Juliette Labous              | Sunweb                        | + 2 min 28 s    |
| 10.ª | Marcela Prieto               | Swapit Agolico                | + 2 min 31 s    |

### Clasificación por puntos
| Clasificación por puntos | Clasificación por puntos | Clasificación por puntos      | Clasificación por puntos | Clasificación por puntos |
| Ciclista                 | Ciclista                 | Equipo                        | Puntos                   |                          |
| ------------------------ | ------------------------ | ----------------------------- | ------------------------ | ------------------------ |
| 1.ª                      | Emma White               | Rally Cycling                 | 22 pts                   |                          |
| 2.ª                      | Alexis Ryan              | Canyon-SRAM Racing            | 19 pts                   |                          |
| 3.ª                      | Kendall Ryan             | Tibco-Silicon Valley Bank     | 16 pts                   |                          |
| 4.ª                      | Katie Hall               | UnitedHealthcare Women's Team | 15 pts                   |                          |
| 5.ª                      | Arlenis Sierra           | Astana Women's Team           | 15 pts                   |                          |
| 6.ª                      | Coryn Rivera             | Sunweb                        | 15 pts                   |                          |
| 7.ª                      | Annette Edmondson        | Wiggle High5                  | 15 pts                   |                          |
| 8.ª                      | Tayler Wiles             | Trek-Drops                    | 12 pts                   |                          |
| 9.ª                      | Katarzyna Niewiadoma     | Canyon-SRAM Racing            | 9 pts                    |                          |
| 10.ª                     | Jennifer Valente         | Sho-Air Twenty20              | 9 pts                    |                          |

### Clasificación de la montaña
| Clasificación de la montaña | Clasificación de la montaña  | Clasificación de la montaña   | Clasificación de la montaña | Clasificación de la montaña |
| Ciclista                    | Ciclista                     | Equipo                        | Puntos                      |                             |
| --------------------------- | ---------------------------- | ----------------------------- | --------------------------- | --------------------------- |
| 1.ª                         | Katie Hall                   | UnitedHealthcare Women's Team | 11 pts                      |                             |
| 2.ª                         | Tayler Wiles                 | Trek-Drops                    | 9 pts                       |                             |
| 3.ª                         | Sara Poidevin                | Rally Cycling                 | 6 pts                       |                             |
| 4.ª                         | Lily Williams                | Hagens Berman-Supermint       | 5 pts                       |                             |
| 5.ª                         | Carolina Rodríguez Gutiérrez | Astana Women's Team           | 5 pts                       |                             |
| 6.ª                         | Coryn Rivera                 | Sunweb                        | 4 pts                       |                             |
| 7.ª                         | Erica Magnaldi               | Bepink                        | 3 pts                       |                             |
| 8.ª                         | Kathrin Hammes               | Trek-Drops                    | 3 pts                       |                             |
| 9.ª                         | Katarzyna Niewiadoma         | Canyon-SRAM Racing            | 1 pt                        |                             |
| 10.ª                        | Diana Peñuela                | UnitedHealthcare Women's Team | 1 pt                        |                             |

### Clasificación de las jóvenes
| Clasificación del mejor joven | Clasificación del mejor joven | Clasificación del mejor joven | Clasificación del mejor joven | Clasificación del mejor joven |
| Ciclista                      | Ciclista                      | Equipo                        | Tiempo                        |                               |
| ----------------------------- | ----------------------------- | ----------------------------- | ----------------------------- | ----------------------------- |
| 1.ª                           | Sara Poidevin                 | Rally Cycling                 | 7 h 52 min 54 s               |                               |
| 2.ª                           | Juliette Labous               | Sunweb                        | + 45 s                        |                               |
| 3.ª                           | Grace Anderson                | Team Illuminate               | + 1 min 38 s                  |                               |
| 4.ª                           | Sofia Bertizzolo              | Astana Women's Team           | + 3 min 53 s                  |                               |
| 5.ª                           | Emma White                    | Rally Cycling                 | + 6 min 43 s                  |                               |
| 6.ª                           | Mikayla Harvey                | Team Illuminate               | + 7 min 47 s                  |                               |
| 7.ª                           | Andrea Ramírez Fregoso        | Swapit Agolico                | + 8 min 10 s                  |                               |
| 8.ª                           | Maria Jose Vargas             | Swapit Agolico                | + 8 min 10 s                  |                               |
| 9.ª                           | Brenda Santoyo                | Swapit Agolico                | + 8 min 38 s                  |                               |
| 10.ª                          | Lizzie Holden                 | Trek-Drops                    | + 9 min 11 s                  |                               |

### Clasificación por equipos
| Clasificación por equipos | Clasificación por equipos         | Clasificación por equipos | Clasificación por equipos |
| Equipo                    | Equipo                            | Tiempo                    |                           |
| ------------------------- | --------------------------------- | ------------------------- | ------------------------- |
| 1.º                       | Unitedhealthcare Pro Cycling Team | 23 h 39 min 33 s          |                           |
| 2.º                       | Rally                             | + 1 min 51 s              |                           |
| 3.º                       | Tibco-Silicon Valley Bank         | + 2 min 02 s              |                           |
| 4.º                       | Astana Women's                    | + 3 min 35 s              |                           |
| 5.º                       | Trek-Drops                        | + 4 min 36 s              |                           |
| 6.º                       | Sho-Air Twenty20                  | + 10 min 39 s             |                           |
| 7.º                       | Canyon-SRAM Racing                | + 12 min 25 s             |                           |
| 8.º                       | Sunweb                            | + 13 min 50 s             |                           |
| 9.º                       | Hagens Berman-Supermint           | + 15 min 39 s             |                           |
| 10.º                      | Swapit Agolico                    | + 15 min 58 s             |                           |

## Evolución de las clasificaciones
| Etapa                   | Vencedora               | Clasificación general | Clasificación por puntos | Clasificación de la montaña | Clasificación de las jóvenes | Clasificación por equipos | Premio de la combatividad |
| ----------------------- | ----------------------- | --------------------- | ------------------------ | --------------------------- | ---------------------------- | ------------------------- | ------------------------- |
| 1.ª                     | Kendall Ryan            | Kendall Ryan          | Kendall Ryan             | no se entregó               | Emma White                   | Sunweb                    | Whitney Allison           |
| 2.ª                     | Katie Hall              | Katie Hall            | Katie Hall               | Katie Hall                  | Sara Poidevin                | Unitedhealthcare          | Lily Williams             |
| 3.ª                     | Arlenis Sierra          | Katie Hall            | Emma White               | Katie Hall                  | Sara Poidevin                | Unitedhealthcare          | Liane Lippert             |
| Clasificaciones finales | Clasificaciones finales | Katie Hall            | Emma White               | Katie Hall                  | Sara Poidevin                | Unitedhealthcare          | no se entregó             |

## UCI WorldTour Femenino
La Tour de California femenino otorga puntos para el UCI WorldTour Femenino 2018 y el UCI World Ranking Femenino, incluyendo a todas las corredoras de los equipos en las categorías UCI Team Femenino. Las siguientes tablas muestran el baremo de puntuación y las 10 corredoras que obtuvieron más puntos:
| Posición              | 1.ª | 2.ª | 3.ª | 4.ª | 5.ª | 6.ª | 7.ª | 8.ª | 9.ª | 10.ª | 11.ª | 12.ª | 13.ª | 14.ª | 15.ª | 16.ª-30.ª | 31.ª-40.ª |
| Clasificación general | 200 | 150 | 125 | 100 | 85  | 70  | 60  | 50  | 40  | 35   | 30   | 25   | 20   | 15   | 10   | 5         | 3         |
| Por etapa             | 25  | 20  | 18  | 16  | 14  | 12  | 10  | 8   | 6   | 4    |      |      |      |      |      |           |           |
| Líder                 | 5   |     |     |     |     |     |     |     |     |      |      |      |      |      |      |           |           |

| Clasificación |                      |                    |         |       |       |       |
| Posición      | Ciclista             | Equipo             | General | Etapa | Líder | Total |
| ------------- | -------------------- | ------------------ | ------- | ----- | ----- | ----- |
| 1.ª           | Katie Hall           | Unitedhealthcare   | 200     | 25    | 5     | 230   |
| 2.ª           | Tayler Wiles         | Trek-Drops         | 150     | 20    | -     | 170   |
| 3.ª           | Katarzyna Niewiadoma | Canyon SRAM Racing | 125     | 18    | -     | 143   |
| 4.ª           | Erica Magnaldi       | BePink             | 100     | 16    | -     | 116   |
| 5.ª           | Brodie Chapman       | Tibco-SVB          | 85      | 14    | -     | 99    |
| 6.ª           | Carolina Rodríguez   | Astana             | 70      | 12    | -     | 82    |
| 7.ª           | Sara Poidevin        | Rally              | 60      | 10    | -     | 70    |
| 8.ª           | Leah Thomas          | Unitedhealthcare   | 50      | 8     | -     | 58    |
| 9.ª           | Juliette Labous      | Sunweb             | 40      | 6     | -     | 46    |
| 10.ª          | Emma White           | Rally              | 3       | 38    | -     | 41    |